# Le ultime ore del Che
Le ultime ore del Che è un film del 2004 diretto da Romano Scavolini.

## Trama
Attraverso testimonianze, filmati d'epoca e documenti tratti dagli archivi del Dipartimento di Stato americano, il film ripercorre le vicende politiche e umane di Ernesto Che Guevara sino alla sua cattura e omicidio, l'8 ottobre 1967.

## Distribuzione
Il documentario è stato presentato alla Berlinale 2004 (Panorama Dokumente), al Copenaghen Film Festival 2004 (Latin Reality), al São Paulo Film Festival 2004 (Perspectiva Internacional).